# Reuben (groupe)
 (décembre 2018).
Si vous disposez d'ouvrages ou d'articles de référence ou si vous connaissez des sites web de qualité traitant du thème abordé ici, merci de compléter l'article en donnant les références utiles à sa vérifiabilité et en les liant à la section « Notes et références ».
Reuben est un groupe anglais formé en 1998 et originaire de Camberley (Royaume-Uni). Leur style est à mi-chemin entre le rock alternatif et le heavy metal. Après trois albums, le groupe se sépare en 2008. Deux des trois membres de Reuben forment ensuite le groupe Freeze the Atlantic.

## Historique

### Débuts
Le groupe est formé en 1998 quand le chanteur-guitariste Jamie Lenman et le bassiste Jon Pearce jouent avec le batteur Jason Wilson sous le nom d'Angel. Le groupe enregistre quatre démos entre 1998 et 2000.
En mars 2000, le groupe se sépare de Jason Wilson qui est remplacé par Mark Lawton à la batterie. Le groupe change son nom pour Reuben. Après avoir gagné le concours battle of the bands de Bookham, ils enregistrent leur premier EP Pilot EP qui sort en janvier 2001 avec le label Badmusic. Après sa sortie, Mark Lawton quitte le groupe et est remplacé par Guy Davis. La nouvelle formation fait une tournée au Royaume-Uni et est l'objet d'une émission de deux heures de Zane Lowe sur Xfm, bien qu'ils n'aient pas encore sorti d'album.

### Premiers albums (2004 - 2006)
Leur premier album Racecar is Racecar Backwards sort en juin 2004 avec le label Xtra Mile Recordings. Il est produit par Jason Wilson aux Studios Stakeout qui se trouvaient à Chobham. Il vaut au groupe d'être nommé pour un prix Kerrang! du meilleur nouvel artiste britannique. Le single le mieux classé de l'album est Freddy Kreuger, qui atteint la 53e place au Royaume-Uni.
En parallèle en 2005, les membres de Reuben forment un groupe de reprise de Reuben sous le nom Los Skeletos (en référence à un passage du clip de leur chanson Freddy Kreuger) et font plusieurs concerts
En septembre 2005 sort le deuxième album de Reuben Very fast Very dangerous avec le label Xtra Mile Recordings. Pour la promotion de l'album, le groupe joue en live sur BBC Radio 1 dans l'émission de Zane Lowe.
En septembre 2006, le groupe fait une tournée européenne avec le groupe de punk canadien Billy Talent.

### DVD live et derniers albums (2007 - 2008)
Le 13 janvier 2007, Reuben annonce qu'ils vont gérer leur propre label Hideous Records, de façon à avoir plus de contrôle sur leurs prochains opus. Le clip du premier single de leur troisième album, Blood, Bunny, Larkhall est posté sur leur site web le 7 mai 2007.
Le groupe sort son premier DVD le 19 mars 2007, un double-disque appelé What happens in Aldershot stays in Aldershot. Il comporte un documentaire sur la vie du groupe et l'enregistrement du concert de Reuben au Mean Fiddler à Londres le 27 avril 2006 ainsi qu'un commentaire audio.
Le troisième album, In nothing we trust, sort le 25 juin 2007 avec le label Hideous Records. Il est produit par Sean Genockey et Jack Rushton aux studios Livingstone à Londres. Trois chanteurs invités participent à l'album : Frank Turner, Hannah Clark (chanteuse du groupe du Hampshire Arthur) et Paul Townsend (du groupe Hundred Reasons, aussi du Hampshire). L'album reçoit des avis positifs : le magainz en ligne Rocksound lui donne une note de 9/10, Kerrang! et le magazine Q lui donnent 4/5 et Hot Press 8/10.
En mars 2008, le groupe sort l'EP TwoByThree, qui contient aussi des chansons des groupes Baddies et The Ghost of a Thousand, avec qui Reuben fait une tournée nationale.

### Séparation
En juin 2008, Reuben annonce qu'ils ne feraient plus de concerts et ne sortiraient plus d'album, mais que les membres du groupe restent en bons termes.
Deux des trois membres du groupe, Guy Davis et Jon Pearce, forment le groupe Freeze the Atlantic avec Andy Gilmour (du groupe Hundred Reasons à la suite de la séparation de Reuben.
Une compilation sort en août 2009, We should have gone to university, contenant toutes les chansons enregistrées qui ne figuraient sur aucun album. Elle comporte aussi un DVD du concert du groupe au Download Festival 2007, des interviews, des documentaires et tous les clips du groupe. La couverture de la compilation est dessinée par Jamie Lenman, le chanteur du groupe, et sort avec le label xtra Mile Recordings.

## Membres

### Membres actuels
- Jamie Lenman - chant, guitare, clavier (1998 - 2008)
- Jon Pearce - basse, chant (1998 - 2008)
- Guy Davis - batterie, chant (2001 - 2008)

### Anciens membres
- Jason Wilson - batterie (1998 - 2000)
- Mark Lawton - batterie (2000 - 2001)

## Discographie

### Démos (sous le nom Angel)
- Me Vs. You (1998)
- Death Of A Star (1999)
- Betrayed Demo (1999)
- Hand Over Fist (2000)

### Singles
| Date | Single                                                       | UK  | UK Indie | UK Rock | Album                        |
| ---- | ------------------------------------------------------------ | --- | -------- | ------- | ---------------------------- |
| 2002 | Scared of the Police                                         | 87  | —        | —       | Singles hors-album           |
| 2002 | Stux (Tell Me It's Alright)                                  | 86  | —        | —       | Singles hors-album           |
| 2003 | Let's Stop Hanging Out                                       | 90  | —        | —       | Racecar Is Racecar Backwards |
| 2003 | Stuck in My Throat                                           | 77  | —        | —       | Racecar Is Racecar Backwards |
| 2004 | Freddy Kreuger                                               | 53  | —        | —       | Racecar Is Racecar Backwards |
| 2004 | Moving to Blackwater                                         | 59  | —        | —       | Racecar Is Racecar Backwards |
| 2005 | Blamethrower                                                 | —   | —        | —       | Very Fast Very Dangerous     |
| 2005 | A Kick in the Mouth                                          | 58  | —        | 28      | Very Fast Very Dangerous     |
| 2005 | Keep It to Yourself                                          | 62  | —        | 19      | Very Fast Very Dangerous     |
| 2006 | Every Time A Teenager Listens To Drum & Bass A Rockstar Dies | 219 | —        | —       | Very Fast Very Dangerous     |
| 2007 | Blood, Bunny, Larkhall                                       | —   | —        | —       | In Nothing We Trust          |
| 2007 | Deadly Lethal Ninja Assassin                                 | —   | 11       | 1       | In Nothing We Trust          |
| 2007 | Christmas is Awesome                                         | —   | —        | —       | Single hors-album            |
| 2008 | Cities on fire                                               | —   | 12       | —       | In Nothing We Trust          |

### DVD
What Happens in Aldershot Stays in Aldershot (2007) : contient le concert complet de 2006 au Mean Fiddler de Londres, ainsi qu'un documentaire d'une heure.

### Participation à des compilations
| Compilation                                | Date de sortie   | Morceau                                                         |
| ------------------------------------------ | ---------------- | --------------------------------------------------------------- |
| Live With Attitude Vol.1                   | Novembre 1999    | Stux, Ways of Staying Pure, Push & Dreyfuss (en tant que Angel) |
| Farnborough Groove Volume 8                | 1999             | Victim (en tant que Angel)                                      |
| Snakebite City Ten                         | 2002             | Shambles                                                        |
| Please Take Off Your Shoes Before Entering | 12 mars 2001     | Miffy In Auschwitz                                              |
| Mosh & Go                                  | Octobre 2001     | Wooden Boy                                                      |
| Rock Sound vol.39                          | Août 2002        | Eating Only Apples (Scared of the Police single version)        |
| Farnborough Groove Vol.9                   | 2001             | Words From Reuben                                               |
| Shelter Compilation                        | 19 décembre 2002 | Banner Held High                                                |
| Xtra Mile 1st Birthday Party CD            | 7 avril 2005     | Blamethrower                                                    |
| Xtra Mile Singles Club Split               | 15 mai 2006      | Every Time a Teenager Listens to Drum & Bass a Rockstar Dies    |
| Print Is Dead Vol.1                        | 6 novembre 2006  | Captain of Lies                                                 |
| Louder Than The Crowd CD2                  | 2004             | Banner Held High                                                |
| Metal Music is Vital: Best of 2007         | 16 décembre 2007 | Deadly Lethal Ninja Assassin                                    |